# Calvillo (gmina)
Calvilloⓘ – gmina w zachodniej części meksykańskiego stanu Aguascalientes, położona w górach Sierra Madre Wschodnia. Jest jedną z 11 gmin w tym stanie. Siedzibą władz gminy jest miasto Calvillo.
Ludność gminy Calvillo w 2010 roku liczyła 54 136 mieszkańców, co czyni ją jedną najliczniej zamieszkałych gmin w stanie Aguascalientes. Oprócz miejscowości siedziby gminy największymi miejscowościami są Ojocaliente i El Cuervero, a według urzędu statystycznego wszystkich wsi i osad na terenie gminy jest 158.

## Geografia gminy
Powierzchnia gminy wynosi 931,26 km² i zajmuje 16,72% powierzchni stanu, co czyni ja drugą po Aguascalientes. Obszar gminy ma charakter górzysty (około 60% powierzchni), a tylko około 10% obszaru zajmują płaskie terenyna, najczęściej gęsto zaludnione. Wyniesienie nad poziom morza wynosi średnio 1630 m n.p.m. Przez teren gminy przepływają dwie rzeki: Calvillo i Santos oraz wiele okresowych. Klimat według klasyfikacji Köppena jest Csa – Klimat śródziemnomorski. Średnia roczna temperatura zawiera się w przedziale 18–22 °C. Opady są umiarkowane i wynoszą średnio 660 mm rocznie. Przypadają one w 80% na okres lipiec-wrzesień.

## Gospodarka
Gmina ze względu na położenie i słabą infrastrukturę należy do ubogich. Ludność gminy jest zatrudniona według ważności w następujących gałęziach: rolnictwie, hodowli, przemyśle i wydobyciu ropy naftowej, usługach i turystyce. Znaczącą produkcją rolną jest produkcja gujawy a ponadto najczęściej uprawia się kukurydzę i fasolę. Z hodowli popularna jest hodowla bydła i pszczelnictwo a w przemyśle przemysł tekstylny.